# 安年斯科耶农村居民点
安年斯科耶农村居民点（俄语：Сельское поселение Анненское）是俄罗斯联邦沃洛格达州维捷格拉区所属的一个农村居民点。其下辖有13个居民点，行政中心为安年斯基莫斯特。据2015年统计，该农村居民点的人口为2430人。